# Jan van Geen

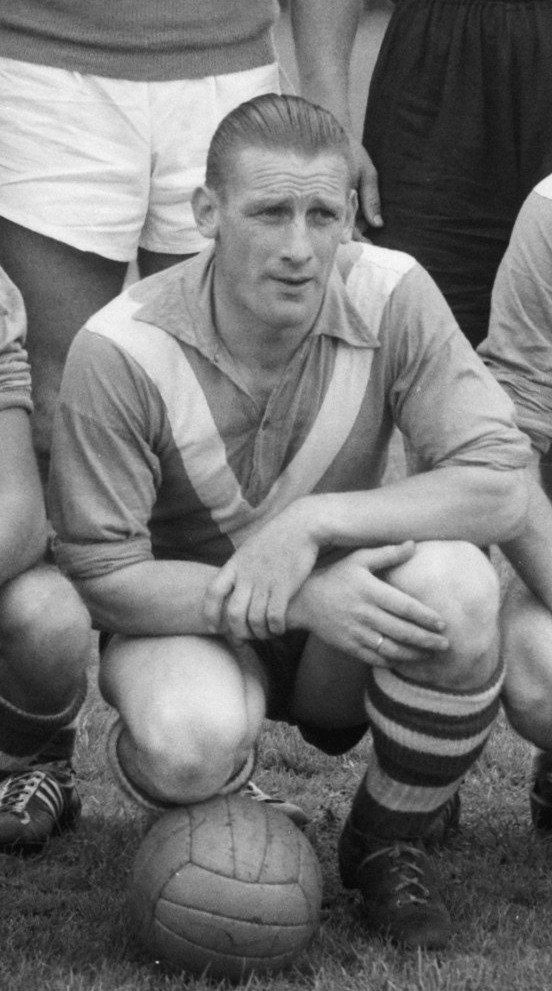
Jan van Geen im Jahr 1956

Jan van Geen (* 12. Februar 1923; † 18. September 1980) war ein niederländischer Fußballspieler.

## Karriere
Der meist als Mittelstürmer eingesetzte van Geen kam aus dem Nederlandse Arbeiders Sportbond zur HVV Cromvliet in Den Haag, mit der er 1947 Meister in der dritthöchsten Spielklasse wurde. 1948 wechselte er zur SVV Scheveningen, wo er zwei Jahre aktiv war. Gemeinsam mit seinem Landsmann Toon Bauman ging er 1950 als Berufsfußballspieler zum FC Nantes in die Division 2, die zweite französische Liga, wo er von 1950 bis 1955 spielte, unter anderem gemeinsam mit Gerrit Vreeken. Eine Subvention der Stadt hatte es dem 1943 gegründeten Verein ermöglicht, mit dem Niederländer seinen ersten „Star“ einzukaufen.
Im März 1953 war er einer der im Ausland aktiven niederländischen Profis, die in Paris den Watersnoodwedstrijd austrugen, ein Benefizspiel gegen die französische Nationalmannschaft zugunsten der Opfer der Hollandsturmflut. Nachdem infolge dieses Spiels auch in den Niederlanden der Profifußball Einzug gehalten hatte, ging van Geen zurück in die Heimat, wo er gemeinsam mit Jan Everse, Bertus de Harder und Mick Clavan bei Holland Sport spielte. Die Mannschaft wurde 1958 Meister der Eerste divisie B, im entscheidenden Spiel gegen de Volewijckers markierte van Geen den vierten Treffer. 1960 beendete er seine professionelle Laufbahn, spielte jedoch weitere drei Jahre als Amateur bei der VV ADS aus dem Haager Stadtteil Kraayenstein. Diesem Verein blieb er anschließend bis 1971 auch als Trainer treu.
1977 wurde bei van Geen Krebs diagnostiziert. Er erlag der Krankheit nur drei Jahre später.